# 1695 în literatură
- 1694 în literatură — 1695 în literatură — 1696 în literatură

Anul 1695 în literatură a implicat o serie de evenimente semnificative. 

## Cărți noi
- Charles Blount - Miscellaneous Works (ed. Charles Gildon)
- Gilbert Burnet - An Essay on the Memory of the Late Queen
- Jeremy Collier - Miscellanies upon Moral Subjects: The second part
- William Congreve - The Mourning Muse of Alexas: A pastoral
- John Dennis - The Court of Death
- Laurence Echard - The Roman History (vol. I)
- William Laud - The History of the Troubles and Tryal of William Laud
- John Locke
  - Further Considerations Concerning Raising the Value of Money
  - The Reasonableness of Christianity as Delivered in the Scriptures
  - A Vindication of the Reasonableness of Christianity (răspuns lui John Edwards)
- John Norris - Letters Concerning the Love of God (scrisori către Mary Astell)
- Sir William Petty - Quantulumcunque Concerning Money (publicată postum)
- John Phillips - A Reflection on Our Modern Poetry
- Matthew Prior - An English Ballad
- Robert South - Tritheism (vs. William Sherlock)
- Sir William Temple - An Introduction to the History of England
- Ned Ward - Female Policy Detected

## Decese
Format:1695